# Прокофьев, Олег Сергеевич
Оле́г Серге́евич Проко́фьев (14 декабря 1928[…], Париж — 20 августа 1998[…], Гернси) — советский и британский художник, скульптор, искусствовед, поэт.
Сын композитора Сергея Прокофьева.

## Биография
Второй сын композитора Сергея Прокофьева и певицы Лины Прокофьевой, урождённой Каролины Коди́на-Любера (1897—1989), испанки по происхождению.
В 1936 году семья вернулась в СССР. Олег Прокофьев учился в Московском художественном училище (1944—1947). В 1948 году мать была арестована и сослана — сначала в Абезьский лагерь (Коми АССР), затем в мордовские лагеря (отец с 1941 года жил уже отдельно от семьи), освобождена и реабилитирована в 1956 году.
Окончил Московский государственный педагогический институт и аспирантуру при нём, параллельно брал уроки живописи у Роберта Фалька (1949—1952). Работал в Институте теории и истории изобразительных искусств (его тематикой там была индийская живопись). Занимался живописью и скульптурой, принадлежал к неофициальному искусству. Из-за того, что его привлекали авангардные техники, его работы редко выставлялись в Москве.
Познакомился с английской исследовательницей русского авангарда Камиллой Грей, автором монографии «Великий эксперимент, русское искусство, 1863—1922» (1962), после семи лет сопротивления советских властей (юридическим консультантом Прокофьева в этой борьбе был Александр Штромас) Грей приехала в Москву, где Прокофьев женился на ней (первой его женой была детская писательница Софья Прокофьева), и у них родилась дочь Анастасия, но в 1971 году Камилла Грей умерла от гепатита. Прокофьев сопровождал её тело в Великобританию, где и остался.
В Лондоне Прокофьев получил стипендию в качестве художника-резидента в Университете Лидса, стал научным сотрудником факультета изящных искусств, и познакомился с Фрэнсис Чайлд, студенткой и художницей. Они поженились, и у них родилось пятеро детей, один из которых, Квентин, умер в раннем возрасте.
В 1974 году к Прокофьеву приехала мать.
Продолжал заниматься живописью, скульптурой и поэзией, хотя его работы были наиболее широко известны, когда они были связаны с фестивалями музыки его отца. Умер от сердечного приступа во время отдыха на острове Олдерни в Ла-Манше.
Работы Прокофьева выставлялись в Великобритании, Франции, ФРГ, а после перестройки и в России. В эмиграции он перевёл и издал дневник и другие сочинения отца (1991), популяризировал его творчество.

### Семья
Старший брат — Святослав Сергеевич Прокофьев (1924—2010).
Первая жена — Софья Прокофьева (урождённая Фейнберг, 1928—2025), советская и российская детская писательница. Сын — Сергей Прокофьев (1954—2014), российский и швейцарский антропософ.
Вторая жена — Камилла Грей (1936—1971), британский искусствовед. Дочь — Анастасия Прокофьева (род. 1970).
Третья жена — Фрэнсес Чайлд. Сын — Габриэль Прокофьев (р. 1975), британский композитор, продюсер, диджей.

## Персональные выставки
- 2010 год — «Возвращение». Государственная Третьяковская галерея, Москва[4].

## Избранные публикации
Как поэт публиковался в самиздатском журнале «Синтаксис» (1960, № 2), в альманахе «Аполлон-77» (Париж, 1977), в «антологии новейшей русской поэзии у Голубой Лагуны» (США, 1980, т. 1), в «Современной антологии русской поэзии после 1966» (Берлин, 1990); в сборниках «Последнее 16 декабря 1989 года» (Париж, 1989) и «Пять поэтов Черновика» (Санкт-Петербург, 1993), в журнале «Черновик» (2002, № 17).

## Книги
- Искусство Древней Индии // Искусство Древнего мира / Под общ. ред. А. Д. Чегодаева. — Всеобщая история искусств: В 6 т. М.: Искусство; Академия художеств СССР, Инст. теории и истории изобразительных искусств, 1956. Т. 1. С. 417—436. (с Н. А. Виноградовой).
- Искусство Индии. Искусство Непала. Введение в искусство Юго-Восточной Азии. Искусство Вьетнама. Искусство Лаоса // Искусство средних веков. Кн. 2: Искусство Индии и Юго-восточной Азии / Под общ. ред. Б. В. Веймарна и Ю. Д. Колпинского. — Всеобщая история искусств: В 6 т. М.: Искусство; Академия художеств СССР, Инст. теории и истории изобразительных искусств, 1960. Т. 2. С. 173—252; 302—311.
- Искусство Белоруссии. Искусство Литвы. Искусство Латвии и Эстонии // Искусство 17-18 веков. — Всеобщая история искусств: В 6 т. М.: Искусство, 1963. Т. 4. С. 382—393.
- Искусство Австралии. Искусство Индии. Искусство Цейлона. Искусство Индонезии. Искусство Бирмы / Искусство конца 19-20 в. — Всеобщая история искусств: В 6 т. М.: Искусство, 1965. Т. 6. Кн. 1. С. 403—407; 428—443.
- Искусство Индии. (3-е тысячелетие до н. э. — 19 век). М.: Искусство, 1964. 231 с.
- Искусство Индии и Юго-Восточной Азии: Автореферат дис. … канд. искусствоведения / Акад. художеств СССР. М.: [б.и.], 1970. 21 с.
- Свеченье слов. Париж — Лондон, 1991.
- Oleg Prokofjew: rhythmische Plastik. Duisburg: Das Museum, 1993.
- Свеченье слов : Поэтические произведения. Academic Studies Press, 2020.

## Наследие и признание
Оставил воспоминания (опубликованы лишь фрагменты), наброски биографической книги о Роберте Фальке. Опубликованы его мемуары о Петре Сувчинском. Его графический портрет принадлежит Анатолию Звереву, несколько вокальных сочинений на его стихи написала Елена Фирсова.
18 мая 2013 года в Большом зале Санкт-Петербургской филармонии состоялся концерт «Прокофьевы — три поколения», на котором были прочитаны стихотворения Олега Прокофьева и исполнены музыкальные сочинения его отца и сына.

## Фильмография
Об Олеге Прокофьеве снят документальный фильм «Возвращение нонконформиста» (2011, режиссёр Андрей Проскуряков).